# Батыревский уезд
Ба́тыревский уезд (чув. Патăръел уесĕ, 1921—1927) — уезд в составе Чувашской автономной области. (С 18 июня 1921 по 6 марта 1923 названием уезда было Ибресинский уезд). С 21.04.1925 в Чувашской АССР.
Примечательно, что с 5 октября 1920 года до 26 июня 1921 года существовал Ибресинский район Цивильского уезда, который был упразднён 22 июня 1921 года в связи с образованием Ибресинского (Батыревского) уезда.

## История

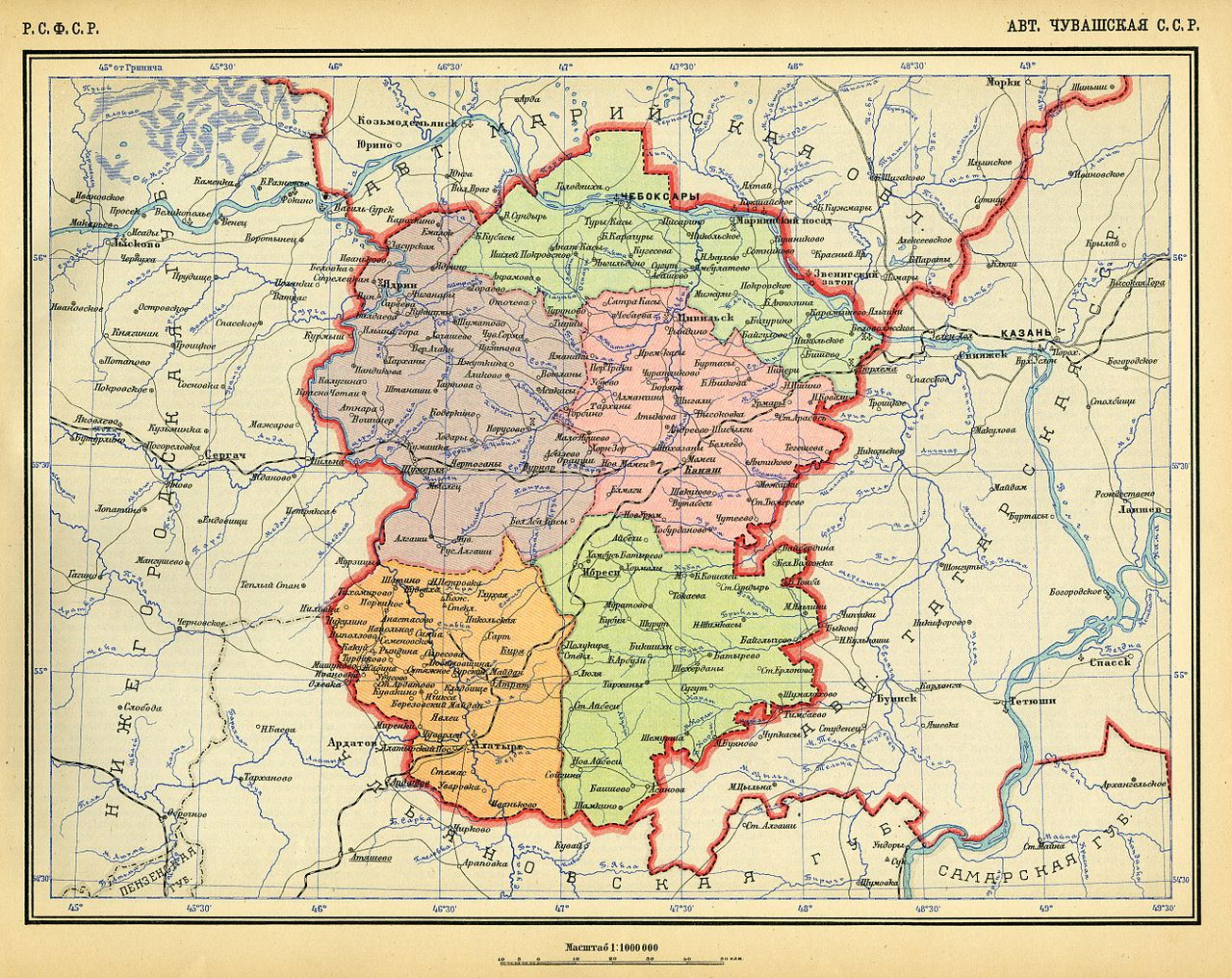
Батыревский уезд в составе Чувашской АССР

20 февраля 1922 года Президиум Всероссийского центрального исполнительного комитета утвердил постановление об образовании Батыревского уезда, который ранее назывался Ибресинским. Уже в июле 1922 года уездные учреждения из посёлка Ибреси стали перемещаться в село Батырево, но из-за нехватки помещений в апреле 1923 года были вынуждены вернуться в Ибреси. С марта 1923 года в протоколах и документах тем не менее писали «Батыревский уезд», хотя центром являлся Ибреси.
В составе уезда, в частности, были такие населённые пункты и волости, как: село Хомбусь-Батырево; Муратовская волость; Хормалинская волость; село Ибреси.
5 октября 1920 года в составе Цивильского уезда был образован Ибресинский район, который был упразднён 22 июня 1921 года в связи с образованием самостоятельного Ибресинского (Батыревского) уезда. 
22 сентября 1921 года к Батыревскому уезду были присоединены Шемалаковская и Шихирдановская волости, селения Ишмурзино-Суринское и Убей-Начарово Энтугановской волости (эти селения переданы в Шемалаковскую волость) Буинского кантона Автономной Татарской ССР.
Название «Ибресинский уезд» в документах уездных органов и органов Чувашской АО до 5 марта 1923 года использовалось в отношении Батыревского уезда: название «Батыревский уезд» неофициально использовалось с 22 июня 1921 года и официально с 20 февраля 1922 года; фактически это название начало использоваться с 6 марта 1923 года до упразднения уезда 1 октября 1927 года.

## Административное деление
К июлю 1922 года в уезде было 12 волостей:
- Большебатыревская —(центр с. Батырево),
- Кошелеевская —(центр с. Кошелей),
- Малояльчиковская —(центр с. М. Яльчик),
- Муратовская —(центр д. Н. Мура),
- Новошимкусская —(центр с. Н. Шимкусы),
- Тархановская —(центр с. Торханы),
- Хомбусь-Батыревская, —(центр с. Ибреси),
- Хормалинская —(центр с. Хормалы),
- Шамкинская —(центр с. Шамкино),
- Шемалаковская —(центр с. Шемалак),
- Шемуршинская —(центр с. Шемурша),
- Шихирдановская —(центр с. Шихирдан),[3]:35.

## Население
По данным Всесоюзной переписи населения 1926 года население Батыревского уезда составило 157 014 человек (74 397 мужчин, 82 617 женщин), из них городское — 817 человек (413 мужчин, 403 женщины).